# Alice Faye
Alice Faye, nome artístico de Alice Jeane Leppert (Nova Iorque, 5 de maio de 1915 – Rancho Mirage, 9 de maio de 1998), foi uma atriz e cantora estadunidense, descrita pelo The New York Times como "uma das poucas estrelas de cinema a se afastar do estrelato no auge de sua carreira".
Sua carreira artística começou no vaudeville como corista, antes de se mudar para a Broadway, onde desempenhou um papel na edição de 1931 de Escândalos de George White. Faye assinou um contrato com os estúdios da 20th Century Fox em 1934 e, em 1939, foi nomeada uma das dez maiores bilheteiras de Hollywood. Ela se tornou uma das estrelas mais populares do estúdio, participando de uma série de musicais de sucesso, como Alexander's Ragtime Band (1938), Rose of Washington Square (1939), Hello, Frisco, Hello (1943) e The Gang's All Here (1943).
Ela foi a segunda esposa do ator e comediante Phil Harris. Faye também é lembrada por ter interpretado pela primeira vez a música que ganhou o Oscar de Melhor Canção Original, "You'll Never Know" (no filme Hello, Frisco, Hello).

## Biografia

### Início da vida
Nascida na cidade de Nova York, Alice Faye era filha de Charley Leppert, um oficial da polícia de ascendência alemã, e de sua esposa Alice Leppert, de ascendência irlandesa e americana.
A carreira de Faye realmente começou no vaudeville, como corista de um grupo de meninas. Vale dizer que ela não passou na audição para o Ziegfeld Follies, por ser jovem demais para o papel. Mais tarde, ela se mudou para a Broadway e conseguiu um papel na versão de 1931 do musical George White's Scandals. Nesse período, já havia adotado o seu nome artístico e passou em uma nova audição para o programa de rádio The Fleischmann Hour de Rudy Vallée, onde, provavelmente, conheceu pela primeira vez seu parceiro de programa e futuro marido, Phil Harris.

### Carreira

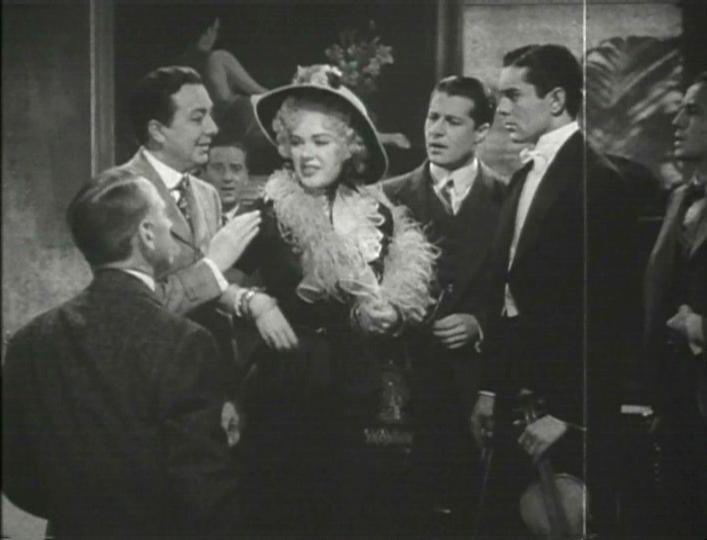
Alice Faye (centro) com Jack Haley (esquerda), Don Ameche e Tyrone Power (direita), em uma cena do filme Alexander's Ragtime Band de 1938.

Alice Faye conseguiu seu primeiro papel em 1934, quando a atriz Lilian Harvey desistiu de interpretá-lo no filme George White's Scandals, no qual Rudy Vallée também participou. Inicialmente contratada para fazer um número musical com Vallée, Alice começou a se destacar. Ela rapidamente se tornou um grande sucesso com o público, especialmente quando Darryl F. Zanuck, o poderoso chefe da Fox, a fez sua favorita e protegida. De showgirl a estreante, Faye, no início da carreira, estabeleceu uma figura maternal, sendo escalada para contracenar com a atriz mirim Shirley Temple. Além disso, Faye se consolidou como uma loura mais madura, apesar de ter pouco mais de 20 anos. A grande alavanca de sua carreira foi o filme Alexander's Ragtime Band, de 1938, no qual sua ascensão (seu personagem vai de cantora de bares a uma estrela famosa) é dramatizada com muita elegância.
Faye se tornou uma presença constante nos musicais da Fox, cantando muitas músicas que logo se tornaram grandes sucessos. Embora fosse mais conhecida como cantora do que atriz, sua melhor atuação, segundo muitos críticos, ocorreu no filme In Old Chicago (1937).
Durante esse período, Faye contracenou com Al Jolson, Charlotte Greenwood e Edward Everett Horton, além de ter feito par romântico com Don Ameche, Tyrone Power e John Payne. Seu prestígio aumentou ainda mais quando começou a atuar em filmes coloridos, especialmente na década de 1940, em musicais que marcaram a Fox. Em seus filmes, Faye costumava interpretar cantoras envolvidas em situações que variavam de dramáticas a cômicas. Em filmes como Week-End in Havana e That Night in Rio (ambos com Carmen Miranda), ela fez bom uso de sua poderosa voz, cantando desde canções românticas e sérias até animadas.

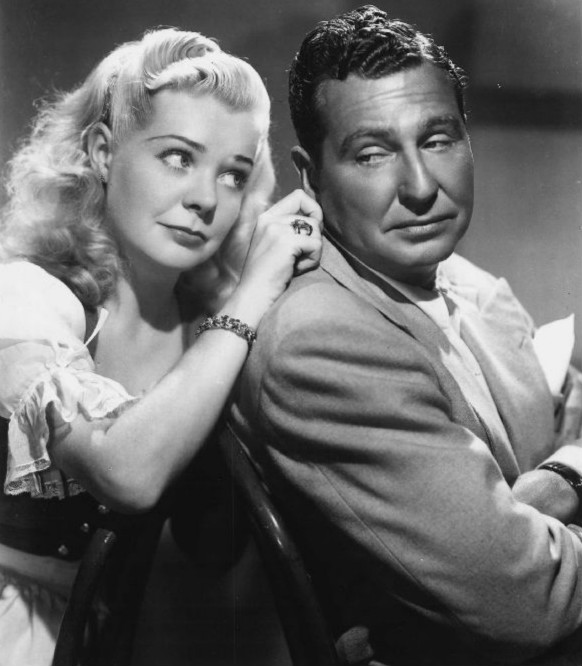
Faye e Phil Harris.

A carreira de Faye continuou em 1944, quando ela foi contratada para o filme Fallen Angel. No entanto, esse filme não foi um grande sucesso, o que a deixou insatisfeita. Além disso, foi seu último filme na Fox, pois Faye foi substituída por Betty Grable, que se tornou a nova favorita dos musicais, e por Linda Darnell, devido a conflitos relacionados ao próprio filme. Sua carreira cinematográfica chegou ao fim em 1945. Zanuck, no entanto, tentou trazê-la de volta, oferecendo-lhe papéis principais em filmes como The Dolly Sisters e A Tree Grows in Brooklyn, mas Faye recusou.
Após abandonar o cinema, Faye e seu segundo marido, Phil Harris, começaram a trabalhar juntos em programas de rádio. O primeiro foi o programa de variedades The Fitch Bandwagon, da NBC, em 1946. Em 1948, o programa passou a se chamar The Phil Harris-Alice Faye Show, com o objetivo de dar um tom familiar e de sitcom ao programa. O show foi transmitido até 1954. Eles continuaram a trabalhar em projetos individuais e em parceria pelo resto de suas vidas.
Faye retornou à Broadway 43 anos depois, em uma nova versão de Good News, contracenando com seu velho parceiro de filmes da Fox, John Payne (que foi substituído por Gene Nelson).  Anos depois, Faye se tornou voluntária da Pfizer, promovendo a importância de um estilo de vida saudável para os idosos.
Dezessete anos após seu último trabalho cinematográfico, Faye retornou ao cinema em 1962, no filme State Fair.

## Vida pessoal e morte
O primeiro marido de Faye foi o ator Tony Martin. Eles se casaram em 1937, mas o casamento terminou em 1940. No ano seguinte, Alice conheceu e se casou com o ator Phil Harris. O casamento deles foi amplamente divulgado, até sendo transformado em um episódio de um programa de rádio de grande sucesso, apresentado pelo agente de Harris, Jack Benny.
O casal teve dois filhos: Alice (1942) e Phyllis (1944). O casamento de Faye e Harris durou até a morte dele, em 1995. Três anos após a morte de seu marido, Alice Faye faleceu em Rancho Mirage, na Califórnia, aos 83 anos, vítima de câncer.

## Popularidade e legado

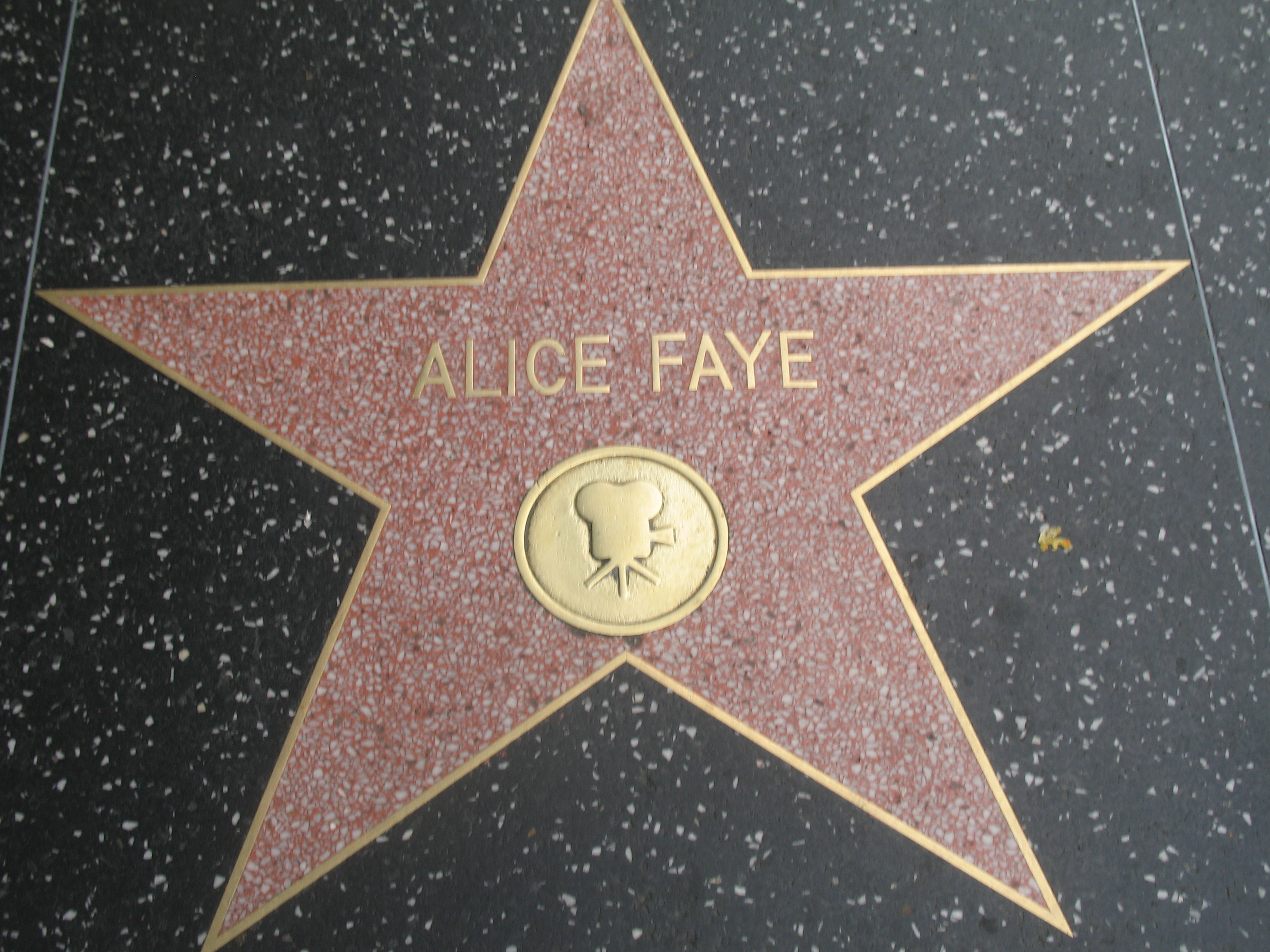
A estrela de Alice Faye na Calçada da Fama de Hollywood.

Sua voz, como escreveu o The New York Times em seu obituário, era um "convite". Irving Berlin já foi citado dizendo que escolheria Faye entre qualquer outra cantora para apresentar suas canções, e tanto George Gershwin quanto Cole Porter a chamaram de "a melhor cantora em Hollywood em 1937". Durante seus anos como superestrela musical, Alice Faye conseguiu colocar 23 músicas nas paradas de sucesso, mais do que qualquer outra cantora, sendo igualada somente por Bing Crosby.
Embora Faye sempre tenha tido muitos fãs ao redor do mundo, ela nunca foi tão popular em nenhum lugar como na Grã-Bretanha. Arthur Nicholson, autor do artigo The Alice Faye Movie Book, menciona que, na década de 1930, a popularidade de Faye rivalizava com a de Jean Harlow. Ao contrário de outros filmes exibidos na Inglaterra, que geralmente eram apresentados três dias por semana, todos os filmes de Faye recebiam o privilégio de serem exibidos durante uma semana inteira. O artigo continua mencionando que, mesmo após sua aposentadoria em 1945, seus filmes ainda geravam grandes lucros. Quando Faye retornou às telas em State Fair (1962), a trilha sonora do filme quebrou recordes de vendas no Reino Unido. Em 1966, a BBC exibiu pela primeira vez o filme Alexander's Ragtime Band na televisão, abrindo caminho para a exibição de outros filmes de Faye. Segundo Nicholson, no seu artigo, a BBC afirmou que havia mais pedidos para a exibição de filmes com Faye do que para qualquer outra estrela de cinema.

## Filmografia

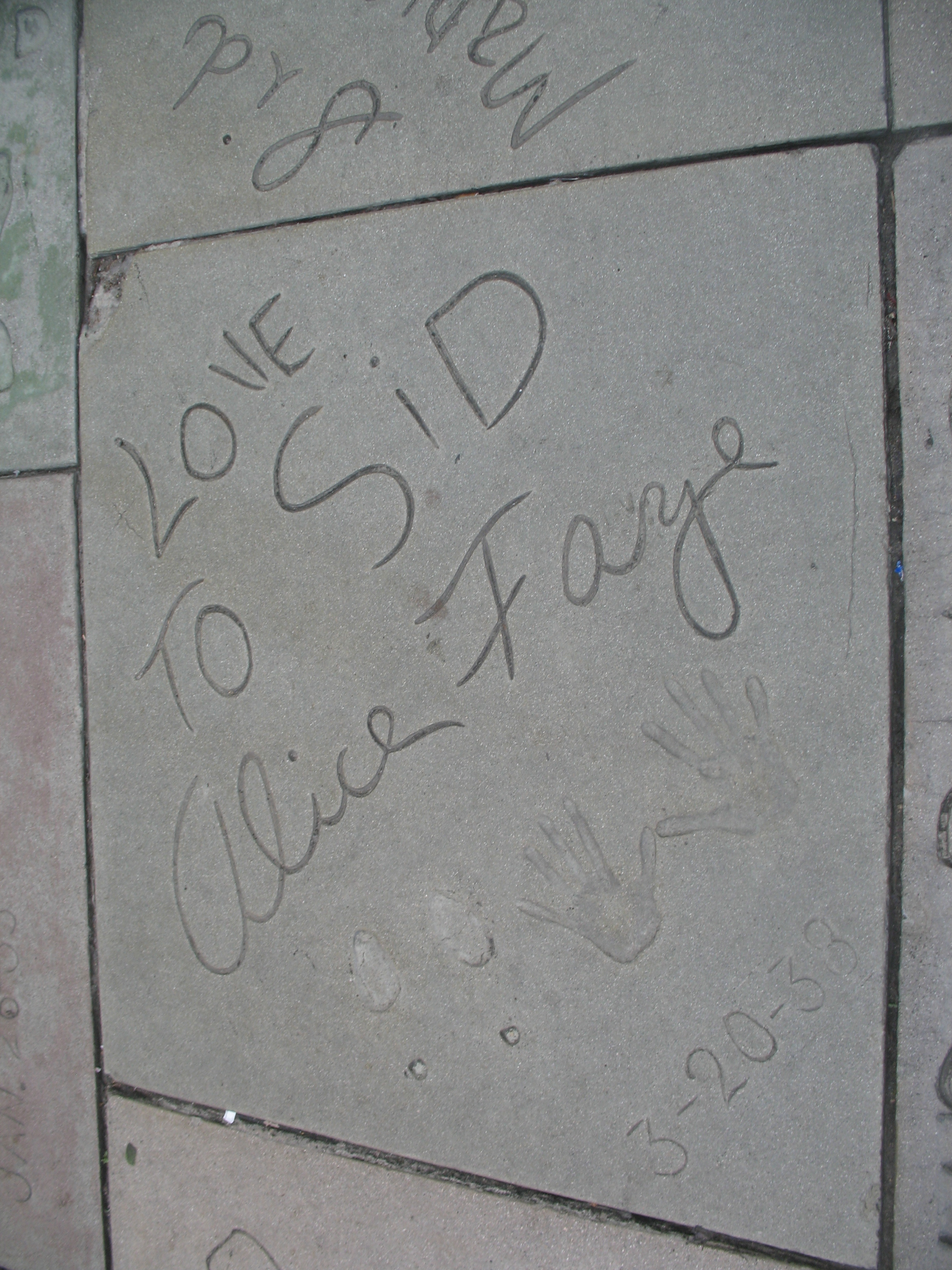
Impressão de mãos e pés de Alice Faye na Calçada da Fama do Grauman's Chinese Theatre

| Ano  | Filme                                    | Personagem                   | Nota                                                          |
| ---- | ---------------------------------------- | ---------------------------- | ------------------------------------------------------------- |
| 1934 | George White's Scandals                  | Kitty Donnelly/Mona Vale     | Filme de estréia.                                             |
| 1934 | Now I'll Tell                            | Peggy Warren                 |                                                               |
| 1934 | She Learned About Sailors                | Jean Legoi                   |                                                               |
| 1934 | 365 Nights in Hollywood                  | Alice Perkins                |                                                               |
| 1934 | The Hollywood Gad-About                  | Ela mesmo                    | Curta-metragem.                                               |
| 1935 | George White's 1935 Scandals             | Honey Walters                |                                                               |
| 1935 | Every Night at Eight                     | Dixie Foley/Dixie Dean       |                                                               |
| 1935 | Music Is Magic                           | Peggy Harper                 |                                                               |
| 1936 | King of Burlesque                        | Pat Doran                    |                                                               |
| 1936 | Poor Little Rich Girl                    | Jerry Dolan                  |                                                               |
| 1936 | Sing, Baby, Sing                         | Joan Warren                  |                                                               |
| 1936 | Stowaway                                 | Susan Parker                 |                                                               |
| 1937 | In Old Chicago                           | Belle Fawcett                |                                                               |
| 1937 | On the Avenue                            | Mona Merrick                 |                                                               |
| 1937 | You Can't Have Everything                | Judith Poe Wells             |                                                               |
| 1937 | Wake Up and Live                         | Alice Huntley                |                                                               |
| 1937 | You're a Sweetheart                      | Betty Bradley                |                                                               |
| 1937 | Cinema Circus                            | Ela mesma                    | Curta-metragem.                                               |
| 1938 | Sally, Irene and Mary                    | Sally Day                    |                                                               |
| 1938 | Alexander's Ragtime Band                 | Stella Kirby                 |                                                               |
| 1939 | Tail Spin                                | Trixie Lee                   |                                                               |
| 1939 | Rose of Washington Square                | Rose Sargent                 |                                                               |
| 1939 | Hollywood Cavalcade                      | Molly Adair Hayden           |                                                               |
| 1939 | Barricade                                | Emmy Jordan                  |                                                               |
| 1940 | Little Old New York                      | Pat O'Day                    |                                                               |
| 1940 | Lillian Russell                          | Helen Leonard/Lillian Russel |                                                               |
| 1940 | Tin Pan Alley                            | Katie Blane                  |                                                               |
| 1940 | Screen Snapshots: Seeing Hollywood       | Ela mesma                    | Curta-metragem                                                |
| 1941 | That Night in Rio                        | Baronesa Cecilia Duarte      |                                                               |
| 1941 | The Great American Broadcast             | Vicki Adams                  |                                                               |
| 1941 | Week-End in Havana                       | Sta. Nan Spencer             |                                                               |
| 1943 | Hello, Frisco, Hello                     | Trudy Evans                  |                                                               |
| 1943 | The Gang's All Here                      | Edie Allen                   |                                                               |
| 1944 | Four Jills in a Jeep                     | Ela mesma                    |                                                               |
| 1945 | Fallen Angel                             | June Mills                   |                                                               |
| 1948 | Screen Snapshots: Hawaii in Hollywood    | Ela mesma                    | Curta-metragem                                                |
| 1962 | State Fair                               | Sra. Melissa Frake           | Participação especial.                                        |
| 1963 | The Red Skelton Show                     | Sra. Cavendish               | (TV) Episódio: "Children Should Be Seen But Not Had".         |
| 1976 | Won Ton Ton, the Dog Who Saved Hollywood | Secretária na portaria       | Participação especial.                                        |
| 1978 | Every Girl Shoud Have One                | Kathy                        | Participação especial.                                        |
| 1978 | The Magic of Lassie                      | Garçonete Alice              | Participação especial.                                        |
| 1980 | The Love Boat                            | Betty Layton                 | (TV) Episódio: "Celebration/Captain Papa/Honeymoon Pressure". |
| 1985 | We Still Are                             | Ela mesma                    | Curta-metragem                                                |
| 1994 | Century of Cinema                        | Ela mesma                    | Documentário.                                                 |
| 1995 | Carmen Miranda: Bananas is my Business   | Ela mesma                    | Documentário                                                  |